# Hana Ajiashvili
Hana Ajiashvili (hebräisch חנה אג'יאשוילי; georgisch ჰანა აჯიაშვილი; russisch Хана Аджиашвили, Transkription Chana Adschiaschwili,  wiss. Transliteration Chana Adžiašvili; international gebräuchlich Hana Ajiashvili; geboren 1972 in Tiflis, Georgische SSR, Sowjetunion) ist eine georgisch-israelische Komponistin.

## Leben
Hana Ajiashvili wuchs in Tiflis auf. Unter ihren Verwandten waren Musiker, bereits mit 13 Jahren begann sie zu komponieren. Sie absolvierte 1995 ihre Master-Prüfung am Staatlichen Wano-Saradschischwili-Konservatorium Tiflis in den Fächern Klavier und Komposition bei Nodar Mamissaschwili. 1996 ging sie ans Moskauer Konservatorium und setzte dort ihre Kompositionsstudien bei Wladimir Grigorjewitsch Tarnopolski fort. Hier arbeitete sie auch im Studio Neuer Musik, Werke von ihr wurden bei Festivals wie Moskauer Herbst und Alternativa sowie u. a. in Deutschland aufgeführt. Zudem besuchte sie Kurse bei Pierre Boulez und Krzysztof Penderecki.
2001 übersiedelte Ajiashvili nach Israel. Hier ist sie weiterhin als Komponistin tätig und lehrt seit 2002 am Or Jehuda Conservatory, das sie seit 2005 als Direktorin auch leitet. Als Pädagogin im Bereich Komposition erreichte sie größere Bekanntheit, als ein Stück ihrer zehnjährigen Schülerin Naama Rolnick u. a. von den New Yorker Philharmonikern aufgeführt wurde.
Zusätzlich wurde sie an der Bar-Ilan-Universität in Ramat Gan 2007 bei Gideon Lewensohn (* 1954) und Betty Olivero promoviert. Daneben lehrte sie als Gastdozentin u. a. an der Thelma Yellin High School in Giv’atajim (2009–2010), am Königlichen Konservatorium Madrid (2013), an der Juilliard School New York City (2015), an der Jerusalem Academy of Music and Dance (2015–2016) und der Rice University in Houston, Texas (2018).
Neben ihrer Leitungstätigkeit in Or Jehuda lehrt sie seit 2021 auch am Levinsky College in Tel Aviv.

## Schaffen
Sie komponierte im Bereich Oper, etwa eine Kammer- und eine Monooper, fürs Ballett, ferner Orchesterwerke, darunter ein Instrumentalkonzert, außerdem Vokal-, Chor-, Klavier- und Filmmusik. Einen Großteil ihres Schaffens nehmen die Ensemble- und die Kammermusik ein, aber auch Werke für Soloinstrumente wie Akkordeon, Kontrabass, Violine, Harfe, Vibraphon und Flöte.
Ajiashvili schreibt zeitgenössische Musik. Ihre Werke werden bei Konzerten und Festivals aufgeführt, in Israel wie auch international, in Straßburg, London, Madrid, Amsterdam, New York, Sankt Petersburg, Moskau, an der Elbphilharmonie Hamburg und den World New Music Days in Tallinn. Interpretiert werden ihre Kompositionen von Ensembles wie Continuum (New York), XXI Century, Meitar und Musica Nova (Tel Aviv).
Zu ihren Kammeropern gehören Words and Meaning auf Texte von Marina Zwetajewa (2013/2015) und Cut Glass (2018/2021) nach F. Scott Fitzgerald. Für großes Orchester schrieb sie u. a. Colours Black Yellow Red (2007) und für Solisten, Chor und Orchester das Oratorium Riddle (2022) nach Jehuda ha-Levi.
In dem Zyklus Philosophies für Tenor und Ensemble, uraufgeführt 2023 im Théâtre des Capucins in Luxemburg, verarbeitet Ajiashvili Texte aus fünf verschiedenen Epochen und Kulturen, u. a. von dem persischen Mystiker Rumi, dem libanesischen Denker Khalil Gibran und dem jüdischen Dichter Israel Nadschara.

## Auszeichnungen
Hana Ajiashvili gewann 2004 den 1. Preis beim Wettbewerb Israel Contemporary Players’ Young Israeli Composers Competition und 2008 den Preis des Premierministers für Komposition. Von der Ernst von Siemens Musikstiftung wurde sie 2011 mit einem Kompositionsauftrag für das Ensemble The Israel Contemporary Players ausgezeichnet. 2017 erhielt sie den ACUM Menachem Avidom Preis und 2021 erneut den Preis des Premierministers für Komposition.